# 銀行街球場
銀行街球場（英語：Bank Street），又稱銀行街球場位於英格蘭曼徹斯特克萊頓的班克街，曾是一座多功能體育場，主要用於足球賽事。體育場曾經是曼聯足球俱樂部（當時名為紐頓希夫足球俱樂部）1893年離開北路球場後的第二個主場。該體育場可容納約50,000名觀眾，但於1910年由於俱樂部主席約翰·亨利·戴維斯（John Henry Davies）認為無法對其進行足夠的擴建，俱樂部遷至奧脫福球場。
銀行街球場在後期狀況不佳，曼聯搬遷至奧脫福球場不久後主看台在一場風暴中倒塌。現時球場遺址已改建為國家自行車中心的BMX室內競技場，銀行街上一幢房屋的牆上掛著一塊牌匾，標明了這曾是體育場的所在地。該地點靠近曼彻斯特城足球俱乐部的主場——曼徹斯特市球場。

## 歷史

### 早期
體育場位於曼徹斯特郊區克萊頓的銀行街，就在鐵路線和阿爾比恩化工廠之間，與雷文斯伯里街的交界處相對。當地人稱之為布拉德福德和克萊頓運動場，由布拉德福德和克萊頓運動公司所有。 1893年6月，紐頓希夫足球會（後來於1902年改名為曼聯）在1893年6月離開北路球場搬遷至三哩外的銀行街球場。場地每年租借給球會使用八個月，夏季偶爾在晚上可以進行季前訓練 。起初體育場沒有看台，在1893–94賽季開始前建成兩座看台：一個橫跨球場的一側，另一座在"布拉德福德端"（Bradford end）球門後方。在對面的"克萊頓端"（Clayton end）。
紐頓希夫在銀行街的首場英格蘭足球聯賽比賽是於1893年9月1日對陣伯恩利，當時有1萬人見證了阿爾夫·法曼帽子戲法，協助紐頓希夫以3–2取勝。其餘的看台在三週後對陣諾定咸森林的聯賽比賽中完成。 然而在新球場的第一個賽季中，紐頓希夫表現不佳未能在賽季結束時保住他們的甲組地位，最終排名聯賽最後一位。銀行街球場當時情況非常惡劣，在1894–95賽季期間的一次比賽中，華素爾城快捷作客到達球場時，他們認為球場就像一個"有毒廢物垃圾場"。他們向裁判投訴球場情況後，最終仍被說服上場比賽，但最終以14-0被擊敗（非官方曼聯歷史上最大的勝利）。然而英格蘭足球聯賽支持華素爾城快捷決定重新比賽，重賽後他們仍以9-0敗北。

### 擴建

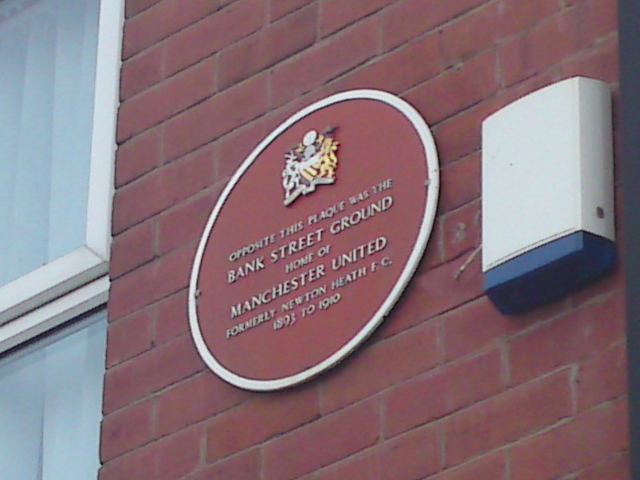
標誌著球場舊址的匾牌

由於布拉德德福和克萊頓運動公司要求保留圍繞球場的跑道，球場擴建一度受到限制，然而球場在1898年被球會前主席W. Crompton收購，使他們可以對其進行任何改進。曼徹斯特信使報預測在靠近銀行街的一邊增加一個高25英尺（7.6）的看台，下面設有休息區，而對面的看台將後移6碼（5.5）並提高16英尺（4.9）左右，底下空間將用作球員和裁判換衣室。這些改建需要耗費大量資金，加上球員薪水不斷上升，使得俱樂部陷入財務危機。1902年1月，俱樂部面臨清盤危機隨時收回銀行街球場 ，幸好一位當地釀酒商約翰·亨利·戴維斯（John Henry Davies）伸出援手，他與其他四人包括俱樂部隊長哈利·斯塔福德（Harry Stafford）共同投資2000英鎊給俱樂部。這家俱樂部隨後更名為曼徹斯特聯足球俱樂部，約翰·亨利·戴維斯成為球會會長，戴維斯個人出資500英鎊在球場建造一個可容納1000名觀眾的看台。在接下來的四年內，該體育場在四周都增設遮蓋，能夠容納大約50,000名觀眾。

### 離開及拆卸
1908年曼聯贏得首個聯賽冠軍，翌年再贏得足總盃後，球會考慮搬到五英里外的老特拉福德的新體育場。曼聯以5,500英鎊的價格賣給曼徹斯特市政府，並以每月租金租回給球會，直到新體育場完工。銀行街球場在1910年1月22日舉行最後一場比賽，5,000名觀眾觀看曼聯以5-0擊敗托特納姆熱刺。在對托特納姆熱刺比賽幾天後，其中一個看臺在一場風暴中被吹倒。與托特納姆熱刺比賽原本應該在新球場舉行，但是建築問題導致比賽改回銀行街球場。雖然曼聯離開銀行街但預備隊仍繼續在這裡比賽，直到租約於1912年1月1日到期。球場大約於1910年清拆在接下來的80年裡被用於各種工業用途，直到20世紀90年代初納入為新曼徹斯特自行車場（現在是國家自行車中心）建成一座BMX室內競技場，於2011年開放，銀行街對面的一所房子上貼著一塊紅色牌匾，標誌著這個地點曾經是曼聯歷史的一部分。